# Episodi di The War at Home (seconda stagione)
La seconda stagione della sit-com The War at Home è andata in onda negli Stati Uniti d'America dal 10 settembre 2006 al 22 aprile 2007 sul canale FOX. In Italia è andata in onda dall'8 gennaio 2008 al 5 febbraio 2008 su Italia 1.
| nº | Titolo originale                          | Titolo italiano                | Prima TV USA      | Prima TV Italia      |
| -- | ----------------------------------------- | ------------------------------ | ----------------- | -------------------- |
| 1  | Back to School                            | Il mio nome è Gedeone!         | 10 settembre 2006 | 8 gennaio 2008       |
| 2  | Dream Crusher                             | Voglio fare la cantante!       | 17 settembre 2006 | 9 gennaio 2008       |
| 3  | Super Dave                                | La fiera del fumetto           | 24 settembre 2006 | 10 gennaio 2008      |
| 4  | Car Wars                                  | Guerre al volante              | 1º ottobre 2006   | 11 gennaio 2008      |
| 5  | I Wash My Hands of You                    | Me ne lavo le mani!            | 5 novembre 2006   | 14 gennaio 2008      |
| 6  | Be Careful What You Ask For               | Dark è bello!                  | 12 novembre 2006  | 15 gennaio 2008      |
| 7  | Love This                                 | Una figlia pornostar           | 19 novembre 2006  | 16 gennaio 2008      |
| 8  | Gaza Strip                                | La striscia di Gaza            | 26 novembre 2006  | 17 gennaio 2008      |
| 9  | Cork Screwed                              | In vino veritas                | 14 dicembre 2006  | 18 gennaio 2008      |
| 10 | Love is Blind                             | L'amore è cieco, ma non idiota | 21 dicembre 2006  | 21 gennaio 2008      |
| 11 | Out & In                                  | Vado a vivere da Larry!        | 4 gennaio 2007    | 22 gennaio 2008      |
| 12 | Put on a Happy Face                       | Gelosie in famiglia            | 11 gennaio 2007   | 23 gennaio 2008      |
| 13 | It's Not Easy Being Green                 | Salviamo il pianeta!           | 18 gennaio 2007   | 24 gennaio 2008      |
| 14 | A Lower-Middle-Upper-Middle-Class Problem | L'ho imparato dai Soprano!     | 25 gennaio 2007   | 25 gennaio 2008      |
| 15 | Zero Tolerance                            | Tutta colpa di Maria!          | 1º febbraio 2007  | 22 aprile 2008 (Joi) |
| 16 | No Weddings and a Funeral                 | Niente matrimoni e un funerale | 8 febbraio 2007   | 28 gennaio 2008      |
| 17 | Kenny Doesn't Live Here Anymore           | Torno a casa!                  | 15 febbraio 2007  | 29 gennaio 2008      |
| 18 | Take This Job and Bleep It                | Un'azienda tutta mia!          | 4 marzo 2007      | 30 gennaio 2008      |
| 19 | The White Shadow                          | Rappare, che passione!         | 18 marzo 2007     | 31 gennaio 2008      |
| 20 | The War of the Golds                      | La guerra dei Gold             | 25 marzo 2007     | 1º febbraio 2008     |
| 21 | A Bitter Pill to Swallow                  | Un'amara pillola da ingoiare   | 1º aprile 2007    | 4 febbraio 2008      |
| 22 | The Graduate                              | Il giorno del diploma          | 22 aprile 2007    | 5 febbraio 2008      |

## Tutta colpa di Maria!
- Titolo originale: Zero Tolerance
- Diretto da:
- Scritto da:

### Trama
Larry va a scuola con un vecchio giubbotto di Dave, ma all'interno si scopre esserci una pipa per la marijuana, cosa che causa la sospensione da scuola del ragazzo. I Gold decidono quindi di iscrivere Larry ad una scuola parrocchiale dove Mike crede che un prete lo stia seducendo.
- Peculiarità: l'episodio è stato censurato da Italia 1 a causa della tematica trattata (preti e pedofilia), ma è stato trasmesso in anteprima assoluta su Joi, canale pay della piattaforma Mediaset Premium.